# Università di Linköping
L'Università di Linköping (in svedese: Linköpings universitet, LiU) è un'università pubblica situata a Linköping, in Svezia. Nel 1975 ottiene lo status di università e oggi è una delle maggiori istituzioni accademiche in Svezia.

## Struttura
L'ateneo è organizzato nelle seguenti facoltà:
- Arts and sciences (arti e scienze)
- Educational sciences (scienze della formazione)
- Medicine and health sciences (medicina e scienze della salute)
- Science and engineering, institute of technology (scienze e ingegneria, istituto di tecnologia)